# Byun Chun-sa
Byun Chun-sa (kor. 변천사; * 23. November 1987 in Seoul) ist eine ehemalige südkoreanische Shorttrackerin.

## Karriere
Bei den Juniorenweltmeisterschaften 2003 in Budapest errang sie Gold im Mehrkampf und bei den Weltmeisterschaften 2004 in Göteborg gewann sie Gold mit der 3000-m-Staffel. Zudem errang sie Silber über 1000 m und wurde im Mehrkampf Dritte. Bei den Olympischen Winterspielen 2006 in Turin wurde sie mit der Staffel Olympiasiegerin. Byun gewann bei den Weltmeisterschaften 2007 in Mailand mit der Staffel Gold und über 1500 m Bronze. Sie nahm 2007 an den Winter-Asienspielen in Changchun teil und gewann Silber mit der Staffel und Bronze über 500 m.

## Die andere Karriere
- 2013–2018: Sportveranstaltungsleiter der Olympischen Winterspiele 2018 in Pyeongchang.[11][12][13]

- 2021: Direktoren der Korea Curling Federation.[14]

## Ehrungen
- 2016: Medaille „Blue Dragon“ der Republik Korea.[15]